# Angel Witch
Angel Witch é uma banda britânica de heavy metal formada em 1977. Foram parte do movimento NWOBHM junto com bandas como Iron Maiden.

## História
A banda foi fundada com o nome de Lucifer e inicialmente composta pelo guitarrista Kevin Heybourne, o guitarrista Bob Downing, baixista Kevin Riddles e o baterista Dave Hogg. O nome mudou para Angel Witch após a saída do guitarrista Bob. Foi seguidora do estilo do Black Sabbath, sobretudo na parte lírica. Após assinar contrato com a Bronze Records, eles lançam seu álbum de estreia, simplesmente intitulado Angel Witch, que tornou-se uma dos mais notáveis álbuns da New Wave of British Heavy Metal.
A banda voltou a atividade em 1982, quando Heybourne e dois músicos da banda Deep Machine (qual Heybourne tinha se dirigido) - o vocalista Roger Marsden e o baixista Ricky Bruce - logo após foi adicionado o baixista Jerry Cunningham ao conjunto. Essa formação não durou muito tempo com Marsden no vocal pois ele nao canta ao estilo da banda. Foi "despedido" da banda e  Heybourne reassume os vocais.
No ano de 1983 a banda encerrou novamente as atividades, e Heybourne segue para banda Blind Fury. Em 1984, Angel Witch renasce , agora com a ajuda do baixista Peter Gordelier, o cantor Dave Tattum e Dave Hogg retorna para a bateria. Essa formação grava o álbum Screamin' N' Bleedin'. Dave Hogg deixa a banda mais uma vez e foi substituído por Spencer Hollman. Com o novo baterista gravam o álbum Frontal Assault, que desviou um pouco dos álbuns anteriores do Angel Witch, com canções mais melódicas.
Dave Tattum deixa a banda e alguns anos depois Angel Witch tocava novamente. Em 1989 gravaram um novo álbum ao vivo, Live.
Heybourne decide que é hora da banda ir aos Estados Unidos, mas os outros integrantes nao acharam uma boa ideia pois tinham uma vida mais confortável na Inglaterra. Então uma encarnação do Angel Witch surge nos Estados Unidos. Era composta por Heybourne, o baixista Jon Torres (do Laaz Rockit), baterista Tom Hunting e o guitarrista Doug Piercy. Essa formação obteve uma verdadeira "química" e logo a banda conseguiu marcar vários shows pelas terras Ianques. Entretanto foi descoberto problemas entre a imigração e Heybourne, foi preso um dia depois do primeiro show da banda. Sem Heybourne, Angel Witch foi logo dissolvida.
Em 2000, os antigos integrantes tinham a intenção de voltar a tocarem juntos, mas após séries de conflitos internos, Heybourne fez uma nova formação com outros músicos. No ano de 2001, a banda ainda se encontrava em atividade e fazendo concertos.
Em 2009 houve a entrada de Will Palmer (baixo) e  Andy Prestridge (bateria), estabilizando a formação da banda.  Em 2012, após 26 anos, a banda grava um novo disco intitulado As Above, So Below.

## Integrantes

### Atual formação
- Kevin Heybourne – vocais, guitarra (1977–1982, 1984–1998, 2000–presente)
- Will Palmer – baixo (2009–presente)
- Jimmy Martin – guitarra (2015–presente)
- Alan French – bateria (2015–presente)

### Membros antigos
- Roger Marsden – vocal (1982)
- Dave Tattum – vocal  (1984–1986)
- Rob Downing – guitarra (1978)
- Grant Dennison – guitarra (1989–1990)
- Doug Piercy – guitarra (1990–1992)
- Lee Altus – guitarra (1993–1995)
- Chris Fullard – (1996)
- Myk Taylor – guitarra (1996–1998)
- Keith Herzberg – guitarra (2000–2002)
- Kevin Riddles –  baixo (1978–1981)
- Jerry Cunningham – baixo  (1982)
- Pete Gordelier –baixo (1984–1987)
- Jon Torres – baixo  (1989–1990)
- Richie Wicks – baixo  (2000–2002)
- Dave Hogg – bateria (1978–1980, 1984–1985)
- Dave Dufort – bateria (1980–1981)
- Ricky Bruce – bateria (1982)
- Spencer Holman – bateria (1984–1986)
- Tom Hunting – bateria (1990–1993)
- Darren Minter – bateria (1994–1998)
- Scott Higham – bateria (2000–2002)
- Bill Steer– guitarra (2010–2014)
- Andy Prestidge – bateria (2009–2015)
- Tom Draper – guitarra (2013–2015)

## Discografia
Álbuns de estúdio
- Angel Witch (1980)
- Screamin' and Bleedin' (1985)
- Frontal Assault (1986)
- As Above, So Below (2012)
- Angel of Light (2019)

EPs e singles
- "Sweet Danger" [single] (1980)
- Sweet Danger [EP] (1980)
- "Angel Witch" [single] (1980)
- Loser (1981)
- "Goodbye" [single] (1985)
- They Wouldn't Dare [EP] (2004)

Álbuns ao vivo
- Angel Witch Live (1990)
- 2000: Live at the LA2 (2000)
- Angel of Death: Live at East Anglia Rock Festival (2006)
- Burn the White Witch - Live in London (2009)

Coletâneas
- Doctor Phibes (1986)
- Screamin' Assault (1988)
- Resurrection (1998)
- Sinister History (1999)